# Cacosternum boettgeri
The Boettger's Dainty Frog hoặc Common Caco (Cacosternum boettgeri) là một loài ếch trong họ Petropedetidae.
Nó được tìm thấy ở Botswana, Ethiopia, Kenya, Lesotho, Mozambique, Namibia, Nam Phi, Swaziland, Tanzania, Zambia, Zimbabwe, có thể cả Angola, và có thể cả Uganda.
Các môi trường sống tự nhiên của chúng là xavan khô, xavan ẩm, vùng đất có cây bụi nhiệt đới hoặc cận nhiệt đới, vùng cây bụi ẩm khu vực nhiệt đới hoặc cận nhiệt đới, đồng cỏ khô nhiệt đới hoặc cận nhiệt đới vùng đất thấp, đồng cỏ nhiệt đới hoặc cận nhiệt đới vùng ngập nước hoặc lụt theo mùa, đồng cỏ nhiệt đới hoặc cận nhiệt đới vùng đất cao, đầm nước, hồ nước ngọt có nước theo mùa, đầm nước ngọt có nước theo mùa, đất canh tác, vùng đồng cỏ, các đồn điền, vườn nông thôn, ao, đất nông nghiệp có lụt theo mùa, và kênh đào và mương rãnh.